# Maleise tijger
De Maleise tijger (Panthera tigris jacksoni) is een van de zes nog in leven zijnde ondersoorten van de tijger.
De ondersoort is pas sinds 2004 op basis van DNA-onderzoek erkend als zodanig, daarvoor werd gedacht dat  Maleise tijgers één ondersoort vormden tezamen met Chinese tijgers. Qua grootte en gewicht komen ze overeen met de Chinese tijger; ze worden ongeveer 2,8 m lang en ongeveer 180 kg zwaar. Zoals hun naam aangeeft leven ze in Maleisië, om precies te zijn op de zuidelijke punt. Er leven er nu (2016) niet meer dan ongeveer 500 exemplaren van. Deze ondersoort heeft nog geen geldige wetenschappelijke naam gekregen; de naam Panthera tigris jacksoni is nu alleen nog maar een nomen nudum.
Siberische tijger (P. t. altaica) · Noord-Indochinese tijger (P. t. amoyensis) · Balinese tijger (P. t. balica) · Chinese tijger (P. t. corbetti) · Maleise tijger (P. t. jacksoni) · Javaanse tijger (P. t. sondaica) · Sumatraanse tijger (P. t. sumatrae) · Bengaalse tijger (P. t. tigris) · Kaspische tijger (P. t. virgata)